# نوع تابع
في علم الحاسوب والمنطق، يُقصد بـالنمط التابع (بالإنجليزية: Dependent type) النوع الذي تعتمد تعريفاته على قيمة معينة. ويُعدّ هذا من الخصائص المشتركة بين نظرية النمط ونظام الأنواع. في نظرية النمط الحدسية، تُستخدم الأنماط المعتمدة لترميز المحدّدات المعمّمة في المنطق، مثل "لكل" و"يوجد". وفي لغة البرمجة الوظيفية مثل أقدا، أيه تي سي، روك (المعروفة سابقًا باسم كوك), إف، إبيغرام، إدريس، ولين، تساعد الأنماط المعتمدة في تقليل الأخطاء من خلال تمكين المبرمج من إسناد أنواع تقيد أكثر مجموعة التنفيذات الممكنة.
من الأمثلة الشائعة على الأنماط المعتمدة: الدوال المعتمدة والأزواج المعتمدة. قد تعتمد نوعية القيمة المعادة من دالة معتمدة على قيمة (وليس فقط نوع) أحد معطياتها. على سبيل المثال، دالة تأخذ عددًا صحيحًا موجبًا {\displaystyle n} قد تعيد مصفوفة بطول {\displaystyle n}، حيث يكون طول المصفوفة جزءًا من نوعها. (لاحظ أن هذا يختلف عن التعددية والبرمجة العامة، وكلاهما يتضمن النوع كوسيط.) وقد تحتوي الزوجة المعتمدة على قيمة ثانية يعتمد نوعها على القيمة الأولى. وبالاستمرار في مثال المصفوفة، يمكن استخدام زوج معتمد لربط مصفوفة بطولها بطريقة آمنة نمطيًا.
تضيف الأنماط المعتمدة تعقيدًا إلى نظام الأنواع. فقد يتطلب تحديد التساوي بين أنماط معتمدة داخل برنامج ما إجراء حسابات. وإذا سُمح بقيم عشوائية داخل الأنماط المعتمدة، فإن تحديد تساوي الأنواع قد يتطلب تحديد ما إذا كان برنامجان عشوائيان ينتجان نفس النتيجة؛ ومن ثم فإن قابلية القرار لنظام الأنواع قد تعتمد على دلالات المساواة داخل نظرية النمط المعينة، أي على ما إذا كانت نظرية النمط كثيفة أم امتدادية.

## التاريخ
في عام 1934، لاحظ هاسكل أن الأنواع المستخدمة في حساب لامدا النمطي، وفي نظيره من منطق التجميع، تتبع نفس النمط الذي تتبعه البديهيات في حساب القضايا. وتابع أبعد من ذلك، حيث وجد أنه مقابل كل برهان في المنطق، توجد دالة مطابقة (مصطلح) في لغة البرمجة. وكان من بين أمثلة كاري التطابق بين حساب لامدا النمطي البسيط والمنطق الحدسي.
منطق الرتبة الأولى هو امتداد لمنطق القضايا، يُضيف المُكمِّمات. وقد قام كل من ويليام آلفين هوارد ونيكولاس دي بروين بتوسيع حساب لامدا ليتوافق مع هذا المنطق الأقوى من خلال إنشاء أنواع للدوال المعتمدة، التي تتطابق مع "لكل"، والأزواج المعتمدة، التي تتطابق مع "يوجد".
وبسبب هذا العمل، وغيره من أعمال هوارد، أصبح يُعرف مبدأ المطابقة بين القضايا والأنواع باسم تطابق كاري-هوارد.

## التعريف الرسمي
بشكل غير دقيق، تُشبه الأنواع المعتمدة نوع العائلات المفهرسة من المجموعات. بشكل أكثر رسمية، إذا كان لدينا نوع {\displaystyle A:{\mathcal {U}}} ضمن كون من الأنواع {\displaystyle {\mathcal {U}}}، يمكن أن يكون لدينا عائلة من الأنواع {\displaystyle B:A\to {\mathcal {U}}}، والتي تُسنِد لكل عنصر {\displaystyle a:A} نوعًا {\displaystyle B(a):{\mathcal {U}}}. نقول إن النوع {\displaystyle B(a)} يتغير حسب {\displaystyle a}.

### نوع Π
الدالة التي يختلف نوع القيمة التي تُعيدها حسب الوسيط (أي لا يوجد مستقر دالة ثابت) تُعرف باسم دالة معتمدة، ويُطلق على نوع هذه الدالة اسم نوع الجداء المعتمد، أو نوع Π (Π type) أو نوع الدالة المعتمدة. انطلاقًا من عائلة من الأنواع {\displaystyle B:A\to {\mathcal {U}}} يمكننا بناء نوع الدوال المعتمدة {\textstyle \prod _{x:A}B(x)}، والتي تتكون عناصرها من دوال تأخذ عنصرًا {\displaystyle a:A} وتُعيد عنصرًا من {\displaystyle B(a)}. في هذا المثال، يُكتب نوع الدالة المعتمدة عادة على النحو {\textstyle \prod _{x:A}B(x)} أو {\textstyle \prod {(x:A)}B(x)}.
إذا كانت {\displaystyle B:A\to {\mathcal {U}}} دالة ثابتة، فإن نوع الجداء المعتمد المقابل يكون مكافئًا لنوع الدالة العادي. أي أن {\textstyle \prod _{x:A}B} يساوي حكميًا {\displaystyle A\to B} عندما لا تعتمد {\displaystyle B} على {\displaystyle x}.
يرجع اسم "نوع Π" إلى فكرة أن هذه الأنواع يمكن النظر إليها على أنها جداء ديكارتي للأنواع. كما يمكن فهم أنواع Π ضمن نظرية النماذج بوصفها تكميمًا كليًا.
على سبيل المثال، إذا كتبنا {\displaystyle \operatorname {Vec} (\mathbb {R} ,n)} للدوال المتجهة ذات n عنصرًا من عدد حقيقي، فإن {\textstyle \prod _{n:\mathbb {N} }\operatorname {Vec} (\mathbb {R} ,n)} سيكون نوع دالة تُعيد، لكل عدد طبيعي n، متجهًا من الأعداد الحقيقية بطول n. ويظهر الفضاء الدالي المعتاد كحالة خاصة عندما لا يعتمد نوع النطاق على الوسيط. على سبيل المثال، {\textstyle \prod _{n:\mathbb {N} }{\mathbb {R} }} هو نوع الدوال من الأعداد الطبيعية إلى الأعداد الحقيقية، ويُكتب في حساب لامدا النمطي على النحو {\displaystyle \mathbb {N} \to \mathbb {R} }.
كمثال أكثر تحديدًا، إذا اعتبرنا {\displaystyle A} نوع الأعداد الصحيحة غير الموقعة من 0 إلى 255 (التي تتناسب مع 8 بت أو 1 بايت)، و{\displaystyle B(a)=X_{a}} لكل {\displaystyle a:A}، فإن {\textstyle \prod _{x:A}B(x)} تتحول إلى الجداء {\displaystyle X_{0}\times X_{1}\times X_{2}\times \ldots \times X_{253}\times X_{254}\times X_{255}}.

### نوع Σ
الثنائية لنوع الجداء المعتمد هي نوع الزوج المعتمد، أو نوع الجمع المعتمد، أو نوع سيغما، أو (بشكل مربك) أيضًا نوع الجداء المعتمد. ويمكن أيضًا فهم أنواع سيغما على أنها تكميمات وجودية. وبالعودة إلى المثال أعلاه، إذا كان في كون الأنواع {\displaystyle {\mathcal {U}}} نوع {\displaystyle A:{\mathcal {U}}} وعائلة من الأنواع {\displaystyle B:A\to {\mathcal {U}}}، فإنه يوجد نوع زوج معتمد {\textstyle \sum _{x:A}B(x)}. (وتشبه الرموز البديلة لهذا النوع ما يُستخدم في أنواع Π.)
يُجسد نوع الزوج المعتمد فكرة الزوج المرتب الذي يعتمد فيه نوع العنصر الثاني على قيمة العنصر الأول. إذا كان {\textstyle (a,b):\sum _{x:A}B(x),} فإن {\displaystyle a:A} و{\displaystyle b:B(a)}. وإذا كانت {\displaystyle B} دالة ثابتة، فإن نوع الزوج المعتمد يتحول إلى مكافئ حكميًا لـ نوع الجداء، أي الجداء الديكارتي العادي {\displaystyle A\times B}.
كمثال أكثر تحديدًا، إذا اعتبرنا {\displaystyle A} مرة أخرى نوع الأعداد الصحيحة غير الموقعة من 0 إلى 255، وكانت {\displaystyle B(a)} تساوي {\displaystyle X_{a}} مرة أخرى لـ 256 نوعًا اختياريًا مختلفًا من {\displaystyle X_{a}}، فإن {\textstyle \sum _{x:A}B(x)} تتحول إلى الجمع {\displaystyle X_{0}+X_{1}+X_{2}+\ldots +X_{253}+X_{254}+X_{255}}.

#### مثال بصيغة تكميم وجودي
ليكن {\displaystyle A:{\mathcal {U}}} نوعًا ما، وليكن {\displaystyle B:A\to {\mathcal {U}}}. وفقًا لتطابق كاري–هوارد، يمكن تفسير {\displaystyle B} كمحمول منطقي على عناصر {\displaystyle A}. ولعنصر معين {\displaystyle a:A}، فإن كون النوع {\displaystyle B(a)} مأهولًا يدل على ما إذا كان {\displaystyle a} يحقق هذا المحمول. ويمكن توسيع هذا التطابق ليشمل التكميم الوجودي والأزواج المعتمدة: تكون القضية {\displaystyle \exists {a}{\in }A\,B(a)} صحيحة إذا وفقط إذا كان النوع {\textstyle \sum _{a:A}B(a)} مأهولًا.
على سبيل المثال، يكون {\displaystyle m:\mathbb {N} } أصغر من أو يساوي {\displaystyle n:\mathbb {N} } إذا وفقط إذا وُجد عدد طبيعي آخر {\displaystyle k:\mathbb {N} } بحيث {\displaystyle m+k=n}. في المنطق، تُصاغ هذه القضية على النحو التالي:
{\displaystyle m\leq n\iff \exists {k}{\in }\mathbb {N} \,m+k=n.}
وهذه القضية تتطابق مع نوع الزوج المعتمد التالي:
{\displaystyle \sum _{k:\mathbb {N} }m+k=n.}
أي أن برهانًا على أن {\displaystyle m} أصغر من أو يساوي {\displaystyle n} هو زوج يحتوي على عدد غير سالب {\displaystyle k}، وهو الفرق بين {\displaystyle m} و{\displaystyle n}، وبرهان على المساواة {\displaystyle m+k=n}.

## أنظمة مكعب اللامبدا
طوّر هينك بارندريخت مكعب اللامبدا كوسيلة لتصنيف أنظمة الأنواع وفقًا لثلاثة محاور. كل زاوية من الزوايا الثماني لهذا المخطط المكعّب الشكل تُقابل نظام أنواع، حيث يوجد حساب لامبدا بأنواعه البسيطة في الزاوية الأقل تعبيرًا، وحساب التركيبات في الزاوية الأكثر تعبيرًا. تمثل المحاور الثلاثة للمكعب ثلاث إضافات مختلفة لحساب لامبدا البسيط الأنواع: إضافة الأنواع التابعة، وإضافة التعدد الشكلي، وإضافة مُنشئي الأنواع من مرتبة أعلى (دوال من أنواع إلى أنواع، كمثال). يُعمم مكعب اللامبدا بشكل أكبر عبر أنظمة الأنواع الصافية.

### نظرية النوع التابع من المرتبة الأولى
النظام {\displaystyle \lambda \Pi } الخاص بالأنواع التابعة النقية من المرتبة الأولى، والمقابل لإطار العمل المنطقي LF، يتم الحصول عليه عن طريق تعميم نوع فضاء الدوال في حساب لامبدا البسيط إلى نوع الجداء التابع.

### نظرية النوع التابع من المرتبة الثانية
النظام {\displaystyle \lambda \Pi 2} الخاص بالأنواع التابعة من المرتبة الثانية يُستمد من {\displaystyle \lambda \Pi } بالسماح بالتكميم على مُنشئي الأنواع. في هذه النظرية، يشمل عامل الجداء التابع كلًا من العامل {\displaystyle \to } الخاص بحساب لامبدا البسيط، والموثق {\displaystyle \forall } الخاص بنظام F.

### حساب لامبدا التعددي من المرتبة الأعلى بأنواع تابعة
النظام من المرتبة الأعلى {\displaystyle \lambda \Pi \omega } يُوسّع {\displaystyle \lambda \Pi 2} ليشمل جميع أشكال التجريد الأربعة في مكعب اللامبدا: دوال من حدود إلى حدود، من أنواع إلى أنواع، من حدود إلى أنواع، ومن أنواع إلى حدود. يقابل هذا النظام حساب التركيبات والذي يُعد الاشتقاق منه، أي حساب التركيبات الاستقرائية، النظام الأساسي لروك.

## البرمجة والمنطق في آنٍ واحد
تُشير مطابقة كوري–هوارد إلى أنه يمكن بناء أنواع تعبّر عن خصائص رياضية معقدة إلى حدٍّ اعتباطي. فإذا تمكن المستخدم من تقديم برهان بنائي يُثبت أن نوعًا ما "مأهول" (أي أن هناك قيمة موجودة من هذا النوع)، فإن المُصرّف يمكنه التحقق من صحة البرهان وتحويله إلى كود حاسوبي قابل للتنفيذ يقوم بحساب هذه القيمة من خلال تنفيذ خطوات البناء. تجعل ميزة التحقق من البرهان لغات البرمجة ذات الأنواع التابعة مرتبطة ارتباطًا وثيقًا بمساعدات البرهان. أما جانب توليد الكود فيوفّر نهجًا قويًا للتحقق الشكلي والكود المحمول بالبرهان، لأن الكود يتم اشتقاقه مباشرةً من برهان رياضي تم التحقق منه آليًا.

## مقارنة اللغات مع الأنواع التابعة
| اللغة         | قيد التطوير الفعّال | النمط البرمجي    | التكتيكات    | مصطلحات الإثبات | التحقق من الانتهاء | يمكن للأنواع أن تعتمد على | المجتمع       | عدم أهمية الإثبات                                | استخلاص البرامج    | الاستخلاص يحذف المصطلحات غير المهمة |
| ------------- | ------------------ | ---------------- | ------------ | --------------- | ------------------ | ------------------------- | ------------- | ------------------------------------------------ | ------------------ | ----------------------------------- |
| أقدا          | نعم                | برمجة دالية بحتة | قليلة/محدودة | نعم             | نعم (اختياري)      | أي مصطلح                  | نعم (اختياري) | معاملات الإثبات غير المهمة، قضايا إثبات غير مهمة | هاسكل، جافا سكريبت | نعم                                 |
| إيه تي إس     | نعم                | دالية / إجرائية  | لا           | نعم             | نعم                | بعض المصطلحات الساكنة     | —             | نعم                                              | نعم                | نعم                                 |
| كاين          | لا                 | دالية بحتة       | لا           | نعم             | لا                 | أي مصطلح                  | لا            | لا                                               | —                  | —                                   |
| جالينا        | نعم                | دالية بحتة       | نعم          | نعم             | نعم                | أي مصطلح                  | نعم           | نعم                                              | هاسكل، سكيم، كامل  | نعم                                 |
| ديبندنت إم إل | لا                 | —                | —            | نعم             | —                  | أعداد طبيعية              | —             | —                                                | —                  | —                                   |
| إف            | نعم                | دالية وإجرائية   | نعم          | نعم             | نعم (اختياري)      | أي مصطلح دالي بحت         | نعم           | نعم                                              | كامل، إف، وسي      | نعم                                 |
| غورو          | لا                 | دالية بحتة       | ضم الفرضيات  | نعم             | نعم                | أي مصطلح                  | لا            | نعم                                              | كاراواي            | نعم                                 |
| إدريس         | نعم                | دالية بحتة       | نعم          | نعم             | نعم (اختياري)      | أي مصطلح                  | نعم           | لا                                               | نعم                | نعم                                 |
| لين           | نعم                | دالية بحتة       | نعم          | نعم             | نعم                | أي مصطلح                  | نعم           | نعم                                              | نعم                | نعم                                 |
| ماتيتا        | نعم                | دالية بحتة       | نعم          | نعم             | نعم                | أي مصطلح                  | نعم           | نعم                                              | لغة كامل الموضوعية | نعم                                 |
| نيو بي آر إل  | نعم                | دالية بحتة       | نعم          | نعم             | نعم                | أي مصطلح                  | نعم           | —                                                | نعم                | —                                   |
| بي في إس      | نعم                | —                | نعم          | —               | —                  | —                         | —             | —                                                | —                  | —                                   |
| سيج           | لا                 | دالية بحتة       | لا           | لا              | لا                 | —                         | لا            | —                                                | —                  | —                                   |
| سبارك         | نعم                | إجرائية          | نعم          | نعم             | نعم                | أي مصطلح                  | —             | —                                                | أيدا وسي           | نعم                                 |
| تويلف         | نعم                | برمجة منطقية     | —            | نعم             | نعم (اختياري)      | أي مصطلح                  | لا            | لا                                               | —                  | —                                   |

1. ↑  يشير ذلك إلى اللغة "الأساسية"، وليس إلى أي نمط للتكتيك (إثبات نظريات الدالة) أو لغات فرعية لتوليد الشيفرة.
2. ↑  خاضعة للقيود الدلالية، مثل قيود العوالم
3. ↑  محلل الحلقات[6]
4. ↑  عوالم اختيارية، تعددية العوالم الاختيارية، وعوالم محددة صراحة بشكل اختياري
5. ↑  عوالم، قيود العوالم المستنتجة تلقائيًا (مختلفة عن تعددية العوالم في أقدا) وخيار طباعة قيود العوالم صراحة
6. ↑  تم استبداله بـ ATS
7. ↑  آخر ورقة بحثية وآخر نسخة شيفرة في 2006
8. ↑  Static_Predicate للمصطلحات المقيدة، Dynamic_Predicate لفحص نوعي لأي مصطلح

## قراءة إضافية
- Martin-Löf، Per (1984). نظرية الأنواع الحدسية (PDF). Bibliopolis. مؤرشف من الأصل (PDF) في 2025-04-23.
- Nordström، Bengt؛ Petersson، Kent؛ Smith، Jan M. (1990). البرمجة في نظرية الأنواع لمارتن-لوف: مقدمة. Oxford University Press. ISBN:9780198538141. مؤرشف من الأصل في 2025-05-19.
- Barendregt، H. (1992). "حسابات لامبدا ذات الأنواع". في Abramsky، S.؛ Gabbay، D.؛ Maibaum، T. (المحررون). دليل المنطق في علوم الحاسوب. دار نشر جامعة أكسفورد. DOI:10.1017/CBO9781139032636. hdl:2066/17231.
- Brandl، Helmut (2022). حساب التركيبات (Calculus of Constructions)
- McBride، Conor؛ McKinna، James (يناير 2004). "الرؤية من اليسار". مجلة البرمجة الدالية الوظيفية. ج. 14 ع. 1: 69–111. DOI:10.1017/s0956796803004829. S2CID:6232997. مؤرشف من الأصل في 2025-03-21.
- Altenkirch، Thorsten؛ McBride، Conor؛ McKinna، James (2006). "لماذا الأنواع المعتمدة مهمة" (PDF). وقائع الندوة الثالثة والثلاثين ACM SIGPLAN-SIGACT حول مبادئ لغات البرمجة، POPL 2006، تشارلستون، ساوث كارولاينا، الولايات المتحدة، 11-13 يناير. ISBN:1-59593-027-2.
- Norell، Ulf (سبتمبر 2007). نحو لغة برمجة عملية قائمة على نظرية النوع المعتمد (PDF) (دكتوراه). غوتنبرغ، السويد: قسم علوم الحاسوب والهندسة، جامعة تشالمرز للتكنولوجيا. ISBN:978-91-7291-996-9. مؤرشف من الأصل (PDF) في 2025-04-18.
- Oury، Nicolas؛ Swierstra، Wouter (2008). "قوة باي" (PDF). ICFP '08: وقائع المؤتمر الدولي الثالث عشر ACM SIGPLAN حول البرمجة الوظيفية. ص. 39–50. DOI:10.1145/1411204.1411213. ISBN:9781595939197. S2CID:16176901.
- Norell، Ulf (2009). "البرمجة ذات الأنواع المعتمدة في Agda" (PDF). في Koopman، P.؛ Plasmeijer، R.؛ Swierstra، D. (المحررون). البرمجة الدالية المتقدمة. AFP 2008. محاضرات في علوم الحاسوب. Springer. ج. 5832. ص. 230–266. DOI:10.1007/978-3-642-04652-0_5. ISBN:978-3-642-04651-3.
- Sitnikovski، Boro (2018). مقدمة لطيفة إلى الأنواع المعتمدة باستخدام إدريس. Lean Publishing. ISBN:978-1723139413.
- McBride، Conor؛ Nordvall-Forsberg، Fredrik (2022). "أنظمة الأنواع للبرامج التي تحترم الأبعاد" (PDF). أدوات رياضية وحاسوبية متقدمة في القياس والاختبار XII. التقدم في الرياضيات للعلوم التطبيقية. World Scientific. ص. 331–345. DOI:10.1142/9789811242380_0020. ISBN:9789811242380. S2CID:243831207.

## روابط خارجية
- البرمجة ذات الأنواع المعتمدة 2008
- البرمجة ذات الأنواع المعتمدة 2010
- البرمجة ذات الأنواع المعتمدة 2011
- "النوع المعتمد" في ويكي هاسكل